# Jennie Garth
Jennifer Eve Garth (Urbana, 3 de abril de 1972) é uma atriz norte-americana, notável por seu trabalho como Kelly Taylor em Beverly Hills, 90210, e como Valerie Tyler em What I Like About You.

## Biografia
Jennie Garth começou sua carreira de atriz por acaso, tudo por insistência de um caçador de talentos que a viu em um concurso de beleza do qual foi a vencedora. Com um talento natural, Garth iniciou a carreira na televisão no elenco regular da série A Brand New Life, contracenando com Barbara Eden.
O sucesso em Beverly Hills, 90210 impulsionou a carreira de Jennie, que em poucos anos colecionou uma série de participações em séries, minisséries e telefilmes. Entre as mais destacadas encontram-se as séries Growing Pains, Circus of the Stars, The Larry Sanders Show, The $treet e Melrose Place, onde Garth também interpretou Kelly Taylor, sua personagem Beverly Hills, 90210.
Ela também produziu e estrelou os telefilmes On the Plain Road e Trapped and Deceived, também pouco conhecidos no Brasil, além de interpretar o personagem principal na minissérie Lies of the Heart: The Laurie Kellogg Story, produção baseada na história real de uma mulher acusada de matar seu próprio marido. Durante a última temporada de Beverly Hills, 90210, Garth dirigiu dois episódios da série: Love is Blind e I Wanna Reach Right Out and Grab Ya.
A participação de Garth no cinema ainda é discreta, tendo estado em filmes pouco conhecidos como My Brother's War, ao lado de James Brolin, e Power 98, com Eric Roberts. Em 2003, a atriz entrou para o elenco regular da série What I Like About You e foi confirmada no elenco de outro filme para televisão, The Last Cowboy, onde contracenou com Lance Henriksen, da famosa série Millenium.
Garth foi casada com o ator Peter Facinelli, que trabalhou com sua amiga Tiffani Thiessen em Fastlane, e juntos eles tem três filhas (Luca Bella, Lola Ray e Fiona Eve). Há boatos de que Peter Facinelli a tenha traído com a co-estrela de Twilight, Elizabeth Reaser. Começaram os boatos da separação do casal, quando foram vistos deixando o LAX, ambos sem aliança e Peter Facinelli fez gestos obscenos aos paparazzi. Nas horas vagas, Garth, que é vegetariana, gosta de andar a cavalo no rancho que comprou em Santa Barbara, onde seus pais moram. É integrante do Farm Animal Reform Movement, um grupo que defende os animais.

## Filmografia

### Televisão
- 2014 Mystery Girls como Charlie Contour
- 2009 90210 como Kelly Taylor
- 2007 Girl Positive como Sarah
- 2006 American Dad! como Trudy
- 2006 What I Like About You como Valerie Tyler
- 2003 Secret Santa como Rebecca Chandler
- 2003 The Last Cowboy como Jacqueline "Jake" Cooper
- 2000 The $treet como Gillian Sherman
- 1996 A Loss of Inocence como Chelnicia Bowen
- 1996 An Unfinished Affair como Sheilla Hart
- 1995 Biker Mice from Mars como Angel Revson
- 1994 Without Consent como Laura Mills
- 1994 Lies of the Heart: The Story of Laurie Kellogg como Laurie Kellogg
- 1993 Star como Crystal Wyatt
- 1992 Melrose Place como Kelly Taylor
- 1990 Beverly Hills, 90210 como Kelly Taylor
- 1990 Teen Angel Returns como Karrie Donato
- 1989 Growing Pains como Denise
- 1989 A Brand New Life como Ericka MacCray

### Cinema
- 2013 "Holidaze" como Melody Gerard
- 2011 "Accidentally in love" como Annie Backer
- 1998 Telling You como Amber
- 1997 My Brother's War como Mary Fagan Bailey
- 1996 Power 98 como Sharon Penn